# Rolf Karrer-Kharberg
Rolf Karrer-Kharberg, eigentlich Volker Amanu Karrer (* 26. September 1938 als Volker Karrer; † 24. Mai 2023; auch: Rolf Karrer, Rolf Karrer-Khaberg, Manulani, Volker M. Karrer, Volker Zahedra Karrer und Zahedra Karrer) war ein deutscher Schamane, Reporter, Verleger, Webdesigner, Autor, Regisseur, Fotograf, Dialogbuchautor und -regisseur.

## Leben und Wirken
Rolf Karrer-Kharberg begann seine Karriere als Fotoreporter bei der Illustrierten Quick.
Für den BR, SWR und den NDR produzierte er mehrere Dokumentar- und Fernsehfilme, bevor er sich der Schriftstellerei zuwandte.
Als Autor widmete er sich internationalen Zeichnern und Karikaturisten. 1963 erschien im Diogenes Verlag, Zürich sein Sammelband Wer zeichnet wie? Ein «Who's Who» einer Anzahl recht komischer Künstler von Addams bis Zimnik.
Umfassend beschäftigte sich Rolf Karrer-Kharberg mit dem rumänisch-amerikanischen Comiczeichner Saul Steinberg, über den er 1968 einen Fernsehfilm unter dem Titel Das Maskenhafte an Saul Steinberg: Bericht aus der Welt eines großen Zeichners (Südwestrundfunk) produzierte und mit dem er mehrere Interviews führte, unter anderem 1969 für Die Zeit. In der dort publizierten Reihe Die bekanntesten Karikaturisten der Welt veröffentlichte Karrer 1962 zudem bereits Kurzbiografien über die Karikaturisten Paul Flora, André François Chaval, Ronald Searle und Bob van den Born.
Bei seinen Recherchen fotografierte er eine Vielzahl von internationalen Zeichnern. Seine Fotografien wurden in der Folge erstmals 1963 in der Kulturzeitschrift magnum abgedruckt. 1973 waren sie auf der dritten Weltausstellung der Photographie zu sehen.
Zusammen mit der Berliner Bildhauerin Irene Schultze-Seehof (* 1939) gründete er 1979 die subjektiv filminitiative berlin, über die er, zusammen mit Schultze-Seehof, den im selben Jahr realisierten Dokumentarfilm Zusammen nach Hannover – oder anderswohin produzierte, in dem es um die ersten Protesten gegen die Errichtung eines Wiederaufarbeitungslagers für Atommüll in Gorleben, den sogenannten Gorleben-Treck 1979, ging.
1981 erschien Karrer-Kharbergs Kurzfilm Resturlaub, den er zusammen mit Ulla Fels realisierte. Resturlaub ist ein Science-Fiction-Film, in dem ein Mann und eine Frau einer postapokalyptischen Welt gegenüber stehen.
Als Dialogbuchautor und -regisseur arbeitete Rolf Karrer-Kharberg zwischen den späten 1960er und den 1970er Jahren in der Film- und Fernsehsynchronisation. Karrer übernahm hier oft die Erarbeitung der deutschen Fassung für Science-Fiction- und Endzeitfilme, wie Barbarella (1967, dt. 1968), THX 1138 (1971, dt. 1977), Ein Computer wird gejagt (1973), Dark Star – Finsterer Stern (1974, dt. 1977) und George Lucas’ erstem Star-Wars-Film Krieg der Sterne (1977).
Rolf Karrer-Kharberg lebte in den 1980er Jahren in Hamburg und arbeitete dort bei der Alster Studios Synchron GmbH.
Bis 1986 hielt er sich in den Vereinigten Staaten auf, dann gründete er seinen eigenen Verlag, den Integral Verlag.
1996 verkaufte er seinen Verlag und zog nach Kauaʻi, wo er sich zum Schamanen ausbilden ließ. Nach seiner Ausbildung nannte er sich Manulani und gründete ein Institut für Huna und Selbstheilung.
Mit dem Aufkommen des Internets eröffnete Karrer einen Webshop und Firma für Webdesign und -Consulting, diese Tätigkeit führte er bis zu seinem Tod aus. Später arbeitete er auch als Online-Publisher.
Er starb am 24. Mai 2023, nach kurzer, schwerer Krankheit.

## Schriften
- Wer zeichnet wie? Ein «Who’s Who» einer Anzahl recht komischer Künstler von Addams bis Zimnik. (= Diaogenes Tabu. 100). Diogenes Verlag, Zürich 1963.

## Filmografie
- Das Maskenhafte an Saul Steinberg: Bericht aus der Welt eines großen Zeichners 1968 (Fernsehfilm, SWR).
- Ich bin Ihr Nachbar 1971 (Dokumentation, BRD).
- Zusammen nach Hannover – oder anderswohin 1979 (Mitwirkung: Irene Schultze-Seehof; Dokumentation, BRD).
- Resturlaub 1981 (Mitwirkung: Ulla Fels; nach einem Motiv von Gerhard Schultze-Seehof; Kurzfilm, BRD).